# Santa Cruz (album)
Santa Cruz è il secondo album del gruppo musicale finlandese Santa Cruz ed è stato pubblicato il 6 marzo 2015 con l'etichetta Spinefarm Records.

## Tracce
1. Bonafide Heroes – 4:47
2. Velvet Rope – 3:33
3. My Remedy – 4:05
4. 6 (66) Feet Under – 3:47
5. Bye Bye Babylon – 4:29
6. We Are the Ones to Fall – 4:23
7. Wasted & Wounded – 3:34
8. Let Them Burn – 3:52
9. Vagabonds (Sing with Me) – 4:11
10. Can You Feel the Rain – 5:03